# Тенрекоподібні
Тенрекоподібні (Tenreciformes, seu Afrosoricida) — ряд примітивних плацентарних ссавців (Mammalia) з надряду Афротерії (Afrotheria).
Маленькі ссавці, подібні до представників надряду Комахоїдних. Мешкають в Африці і Мадагаскарі.

## Назва, історія класифікації
Назва Afrosoricida сформована з латини і грецької, означає "африканські мідиці" (Sorex = мідиця, Soricidae = мідицеві).
Раніше Tenrecomorpha і Chrysochloridea були об’єднані з їжаковими і землерийками у ряд комахоїдних (в шир. розум.).

## Систематика
Тенрекоподібних відносять до надряду Афротерії (Afrotheria).
У складі ряду — дві родини, яких розділяють у два окремі підряди:
- Підряд Тенрековиді (Tenrecomorpha)
  - родина Тенреки (Tenrecidae) — 8 родів, типовий рід: тенрек (Tenrec)
  - родина Потамогалові (Potamogalidae) — 2 роди, типовий рід потамогал (Potamogale)
- Підряд Златокротовиді (Chrysochloridea) 
  - родина Златокротові (Chrysochloridae) — 10 родів, типовий рід: златокріт (Chrysochloris)

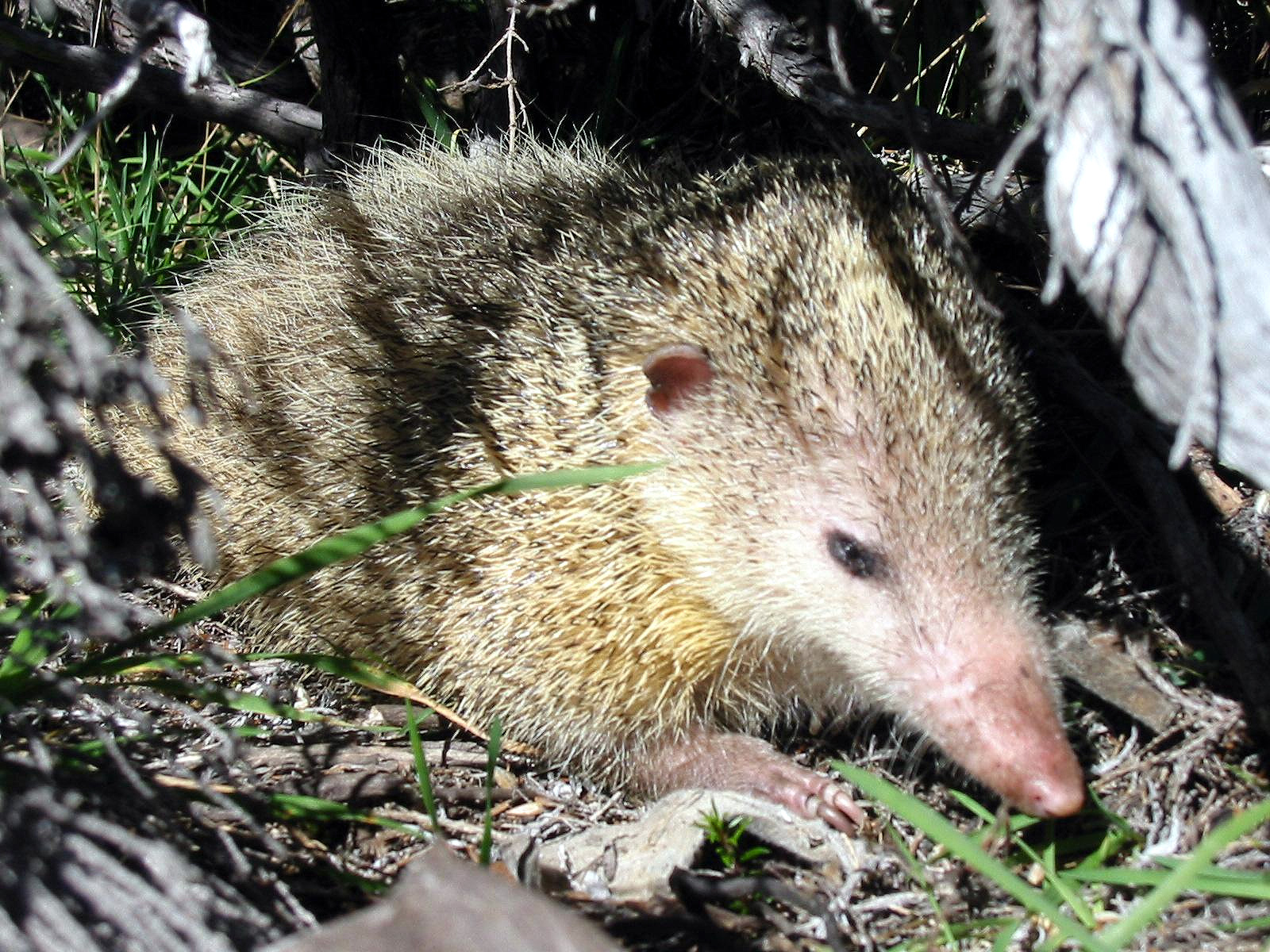
тенрек (Tenrec)
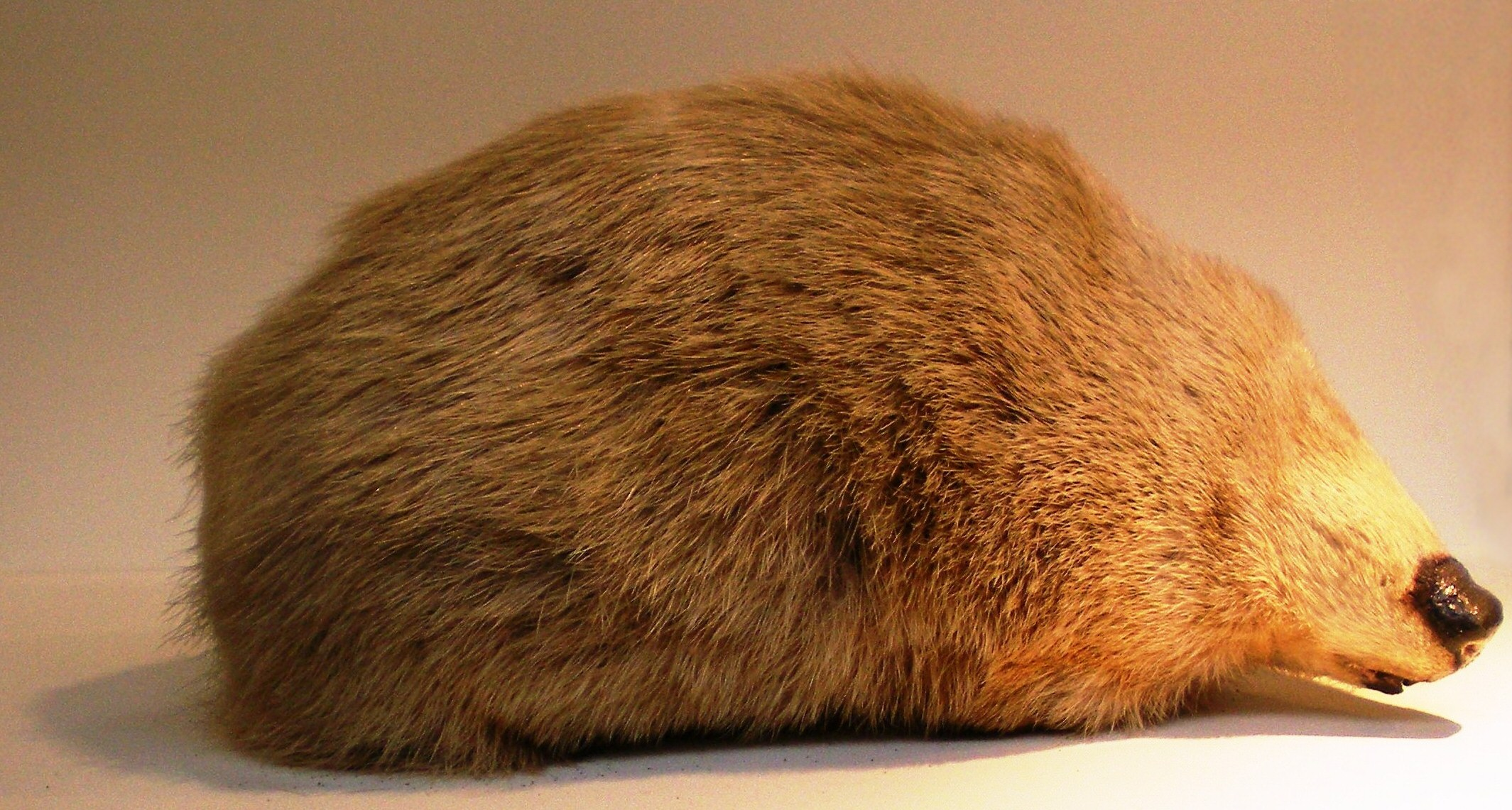
златокріт (Chrysochloris)